# غراهام ويلسون
غراهام ويلسون (17 نوفمبر 1970 في المملكة المتحدة - ) (بالإنجليزية: Graham Wilson)‏ هو لاعب كريكت بريطاني. لعب مع Lincolnshire County Cricket Club ‏.

## وصلات خارجية
- غراهام ويلسون على موقع إي آس بي آن كريك إنفو (الإنجليزية)